# Roseisle
 (août 2019).
Si vous disposez d'ouvrages ou d'articles de référence ou si vous connaissez des sites web de qualité traitant du thème abordé ici, merci de compléter l'article en donnant les références utiles à sa vérifiabilité et en les liant à la section « Notes et références ».
Roseisle est une distillerie de whisky écossais située près de Burghead (Moray) et voisine de la malterie du même nom.
Propriété du groupe Diageo, sa construction a débuté en octobre 2007 et s'est achevée en janvier 2009. Elle a été inaugurée le 11 octobre 2010, le whisky produit devant entrer dans la composition de blends à partir de 2012.
En 2010, il s'agit de la première grande distillerie à être construite en Écosse depuis près de trente ans. D'un coût total de 40 millions de livres et d'une superficie de 3 000 m2, elle a été conçue de manière à respecter l'environnement en évitant toute émission de carbone.
Cette nouvelle distillerie répond à une demande croissante en provenance de Chine et d'Inde.
Sa production, d'une capacité supérieure à 10 millions de litres d'alcool pur, équivalent de 30 millions de bouteilles de 70 cl et 40 degrés, par an, rentrera dans la composition des blends existants dont les marques Johnnie Walker Black Label, J&B, Buchanan, ou encore Windsor.
Elle viendra accroître la capacité de production du groupe de 10 à 12 %.